# Mack Mattingly
Mack Francis Mattingly, född 7 januari 1931 i Anderson, Indiana, är en amerikansk republikansk politiker och diplomat. Han representerade delstaten Georgia i USA:s senat 1981-1987.
Mattingly studerade marknadsföring vid Indiana University. Han arbetade sedan på IBM i Georgia och startade senare ett eget företag, M's Inc. Han var ordförande för republikanerna i Georgia 1975-1977.
Mattingly besegrade sittande senatorn Herman Talmadge i senatsvalet 1980. Han kandiderade sex år senare till omval men förlorade mot demokraten Wyche Fowler.
Mattingly var biträdande generalsekreterare för Nato 1987-1990. Han var sedan USA:s ambassadör i Victoria på Seychellerna 1992-1993.